# Michael Schmidt (Politiker)
Michael Schmidt, auch Michel Schmidt, Michael Schmied († 15. Dezember 1561 in Görlitz) war ab 1545 Ratsherr in Görlitz, Stadtrichter und in den Jahren 1551 bis 1553 Bürgermeister. Er lebte zuvor in Thüringen, im Jahr 1510 war er an der Universität Leipzig immatrikuliert.
Im September 1547, nachdem dutzende Ratsherren der Sechsstädte wegen Untreue im Schmalkaldischen Krieg nach Prag zu König Ferdinand I. einbestellt worden waren, wurden sie gefangen genommen, um das Strafmaß für das Vergehen zu verhandeln. Schmidt befand sich unter den fünf gefangen, die ein „besseres“ Gefängnis im Schloss erhielten. Franz Schneider, der sich auch unter den fünf privilegierteren Gefangenen befand, und Schmidt wurden nach Görlitz abgesandt, um das Strafmaß zu vermitteln. Die zwei Gesandten gingen „von Haus zu Haus, [und] von Dorf zu Dorf“, um die immense Strafsumme einzutreiben. Gerade die reichsten Bürger sollen überhaupt nichts abgegeben haben. Die Zünfte der Tuchmacher waren nach dem Konflikt des Jahres 1527 mit dem Görlitzer Rat so in Aufregung, dass es fast einen erneuten Aufstand gab.
Am 22. Mai 1554 wurde er von Karl V. in Brüssel in den rittermäßigen Reichsadelsstand erhoben. 1558 wurde er erneut Bürgermeister.
Nicht nachweislich aber wahrscheinlich war er verwandt mit der Familie Schmidt von Schmiedebach, wie das seinen Nachkommen verliehene Wappen und die gemeinsame Stadt Görlitz annehmen lässt.

## Nachkommen
Seine Tochter Anna heiratete am 19. Oktober 1573 Onophrius Schnitter den Jüngeren, Sohn des gleichnamigen Bürgermeisters Onophrius Schnitter.

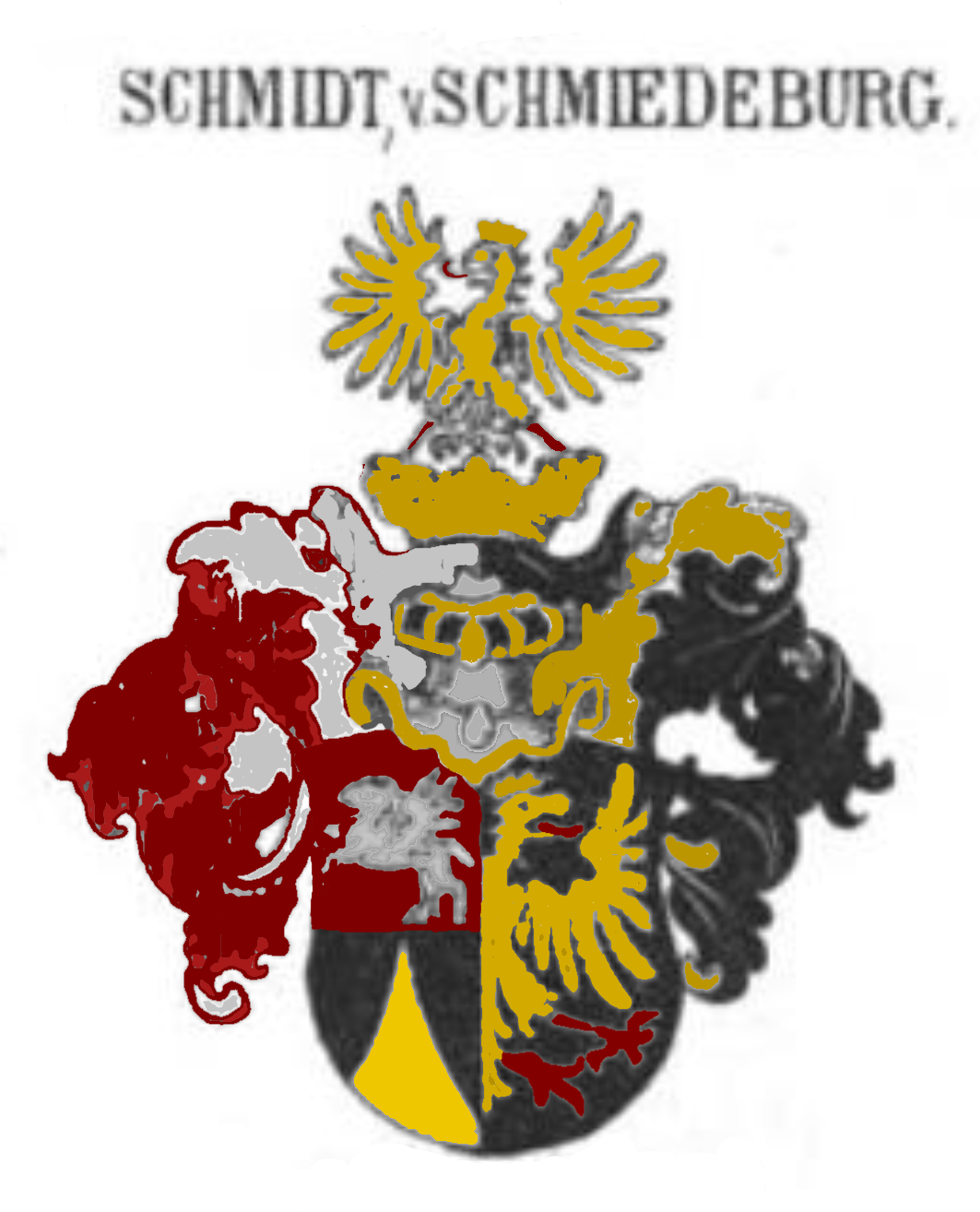
Darstellung des Wappens in Siebmachers Wappenbuch, nachträglich eingefärbt

Sein gleichnamiger Sohn Michael Schmidt († 19. August 1646 in Frankfurt a. M.) hatte keine eigenen Nachkommen und adoptierte unter kaiserlicher Erlaubnis Maximilians II. seine „Vettern“ Barthel, Hans und Christoph Schmidt. Der Kaiser verlieh ihnen gleichzeitig am 24. September 1575 in Prag ein Wappen und den Namen Schmidt von Schmiedeburg. Hans wurde Beamter in der Böhmischen Hofkanzlei (‚Hofkanzleiexpeditor‘).